# Battaglia di Zanzur
La battaglia di Zanzur, nota anche come battaglia di Sidi Abdul Jalil (in arabo معركة سيدي عبد الجليل‎?), fu combattuta l'8 giugno 1912 vicino al piccolo centro di Janzūr, tra i reparti del Regio Esercito italiano, impegnati nell'occupazione della Libia ottomana, e le truppe regolari dell'Esercito ottomano coadiuvate da numerosi guerriglieri arabi che vi si erano trincerate. La battaglia terminò con una vittoria italiana.

## Antefatti
Nel settembre 1911 il Regno d'Italia aveva dichiarato guerra al traballante Impero ottomano per strappargli le province nordafricane della Cirenaica e della Tripolitania e risolvere così alcuni problemi interni. Gli sbarchi riuscirono senza intoppi ma le avanzate in profondità ed il controllo del territorio si rivelarono obiettivi più ardui del previsto; inoltre la popolazione locale si schierò a fianco delle modeste truppe ottomane della regione, a dispetto delle previsioni italiane. Le unità turche si concentrarono attorno alle postazioni italiane, arroccate attorno alle principali città costiere, e lanciarono diversi contrattacchi con il supporto di irregolari arabi: tuttavia queste offensive non ottennero che marginali risultati. Gli ufficiali ottomani optarono allora per condurre una guerra di logorìo evitando scontri campali; in quest'ottica elementi turco-arabi si trincerarono nel settore di Janzūr, paese a ovest di Tripoli, organizzando azioni di disturbo contro le linee italiane.
Dopo ripetuti tentativi italiani nei mesi precedenti di conquistare l'oasi di Janzūr, falliti a causa della valida resistenza arabo-turca, fu organizzata l'8 giugno del 1912 un'operazione molto più massiccia delle precedenti, sotto il comando del Generale Camerana, subentrato al generale Pecori-Giraldi appena destituito dal comando per gli insuccessi riscontrati nella conquista della località.

## La battaglia
Con 14 battaglioni di fanteria, 1 brigata di cavalleria e una batteria di artiglieria da montagna e supportate dall'incrociatore Carlo Alberto, dall'incrociatore ausiliario Città di Siracusa e dalla torpediniera Ardea, 12000 soldati del Generale Camerana marciarono da Tripoli a Janzūr e conquistarono le alture vicine di Sidi Abd el-Gelil dopo aspri combattimenti, respingendo poi con successo un contrattacco nemico e lasciando un presidio trincerato in zona, mentre il grosso delle forze rientrava a Tripoli.
I particolari del combattimento furono forniti telegraficamente dal generale Caneva:
Alle ore cinque la colonna Giardina veniva a contatto con il nemico appostato lungo trincee profonde delle quali alcune ancora coperte. Mercè la cooperazione validissima dell'artiglieria, la fanteria in colonna con slancio magnifico conquistava con la baionetta le linee successive dei trinceramenti che vennero trovati pieni di cadaveri nemici, ed alle 7,30 si impadroniva con furioso assalto della posizione di Sidi-Abd-el-Gilii.
La brigata Rainaldi frattanto avanzava contro una lunga e dominante trincea avversaria battuta senza tregua dall'artiglieria, e con un fiero assalto alla baionetta, cui presero parte anche nuclei del 6º reggimento fanteria appartenenti alla brigata Giardina, si impadroniva di questa linea principale di difesa nemica. Accanito fu il combattimento, e nella trincea furono trovati moltissimi cadaveri turco-arabi.
Alle 7,30 altre forze avversarie accorrenti da sud e che andavano man mano aumentando sino a raggiungere un complessivo di varie migliaia di uomini, tentarono un violento attacco contro Gargaresch e contro l'ala sinistra della divisione Camerana. All'azione, sostenuta in principio dalla brigata di cavalleria e dal battaglione di ascari eritrei, concorsero tosto un battaglione del 37º reggimento fanteria e la batteria da montagna della riserva e, con tiro molto preciso ed efficace, la batteria da 149 e da 75 del campo di Gargaresch, mentre da Bu-Meliana veniva lanciata sul fianco e sul rovescio dell'avversario la brigata Montuori.
Alle ore 12 il nemico ripiegava su tutta la linea, meno che sul margine est dell'oasi di Zanzur dove si teneva fermo con numerose forze costituite in prevalenza da reparti di regolari turchi. La brigata Rainaldi allora con le batterie riprendeva decisamente l'offensiva e scacciava il nemico dalle sue posizioni e lo inseguiva per più chilometri. Alle 12,45 l'avversario era dappertutto in piena e completa rotta.
Verso le 16 però cominciarono ad apparire altri grossi nuclei provenienti forse da Fonduk- Ben-Cascir: ma furono fermati, attaccati e dispersi dalla brigata Montuori con il valido concorso della brigata di cavalleria. Alle ore 17 l'azione terminava definitivamente su tutti i punti.
La brigata Giardina, rafforzatasi rapidamente nella posizione valorosamente conquistata, vi rimase di presidio per mantenere l'assoluto dominio dell'oasi di Zanzur. La brigata Rainaldi invece e le altre truppe sono rientrate nei rispettivi alloggiamenti.
Le perdite nemiche sono state calcolate, in base ai cadaveri ritrovati dalle nostre truppe, ad oltre mille morti. Il numero dei feriti non è conosciuto, ma, tenuto conto della grande quantità di cadaveri abbandonati sul terreno, si deve certamente ritenere ingente. Le perdite nostre sono morti: un ufficiale, 19 uomini di truppa e 10 ascari; feriti: otto ufficiali, 182 uomini di truppa e 70 ascari.»
Secondo William Beehler, tuttavia, il controllo dell'oasi di Zanzur fu mantenuto dai turco-arabi fino al 20 settembre 1912, quando, dopo aver respinto altri tentativi di contrattacco ottomani, la località fu conquistata da un nuovo attacco in forze da parte delle truppe sotto il comando del Generale Ottavio Ragni.
A seguito dell'azione dell'8 giugno furono concesse alcune decorazioni al Valore Militare.